# Danuta Szaflarska
Danuta Szaflarska (pronunciación en polaco: /daˈnuta ʂafˈlaɾska/; 6 de febrero de 1915-19 de febrero de 2017) fue una actriz polaca que trabajo en cine y en teatro. En 2008 recibió el premio Złota Kaczka como mejor actriz polaca del siglo. Szaflarska participó en el Alzamiento de Varsovia. Szaflarska recibió la Orden Polonia Restituta, Cruz de Comandante, Cruz de Comandante con Estrella y la Medalla de Oro de Gloria Artis (2007).

## Vida personal
Szaflarska nació en Kosarzyska, Piwniczna-Zdrój (Galitzia, Imperio austrohúngaro). Szaflarska se casó por primera vez con el pianista Jan Ekier en 1942. La pareja tuvo un hijo, Maria. Pero se terminaron divorciado. Su segundo esposo, Janusz Kilański, trabajaba como locutor de radio. La pareja también tuvo un hijo, Agnieszka. Kilański y Szaflarska también se terminaron divorciado. Szaflarska cumplió 100 años en febrero de 2015. Szaflarska era una intérprete habitual en el Teatro Rozmaitości en Varsovia, Szaflarska se especializa en teatro moderno y en drama, En sus últimos años, Danuta había aparecido en cuatro obras en varios teatros.

## Filmografía
- 1946: Dwie godziny
- 1946: Zakazane piosenki
- 1948: Skarb
- 1951: Warsaw Premiere
- 1953: Domek z kart
- 1956: Zemsta
- 1961: Dziś w nocy umrze miasto
- 1961: Ludzie z pociągu
- 1962: The Impossible Goodbye
- 1962: Głos z tamtego świata
- 1967: To jest twój nowy syn

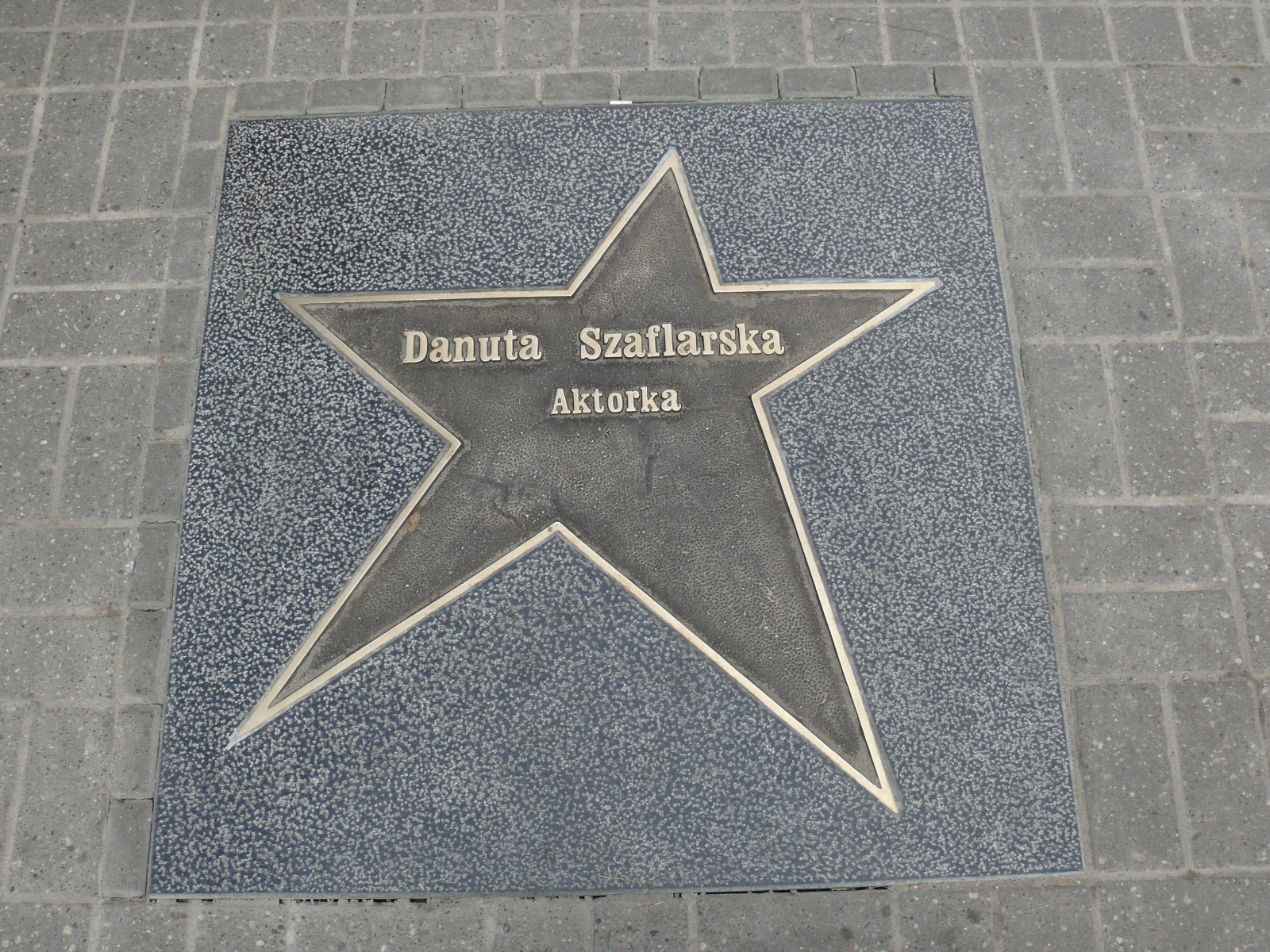
Danuta Szaflarska en el Salón de la Fama en Łódź

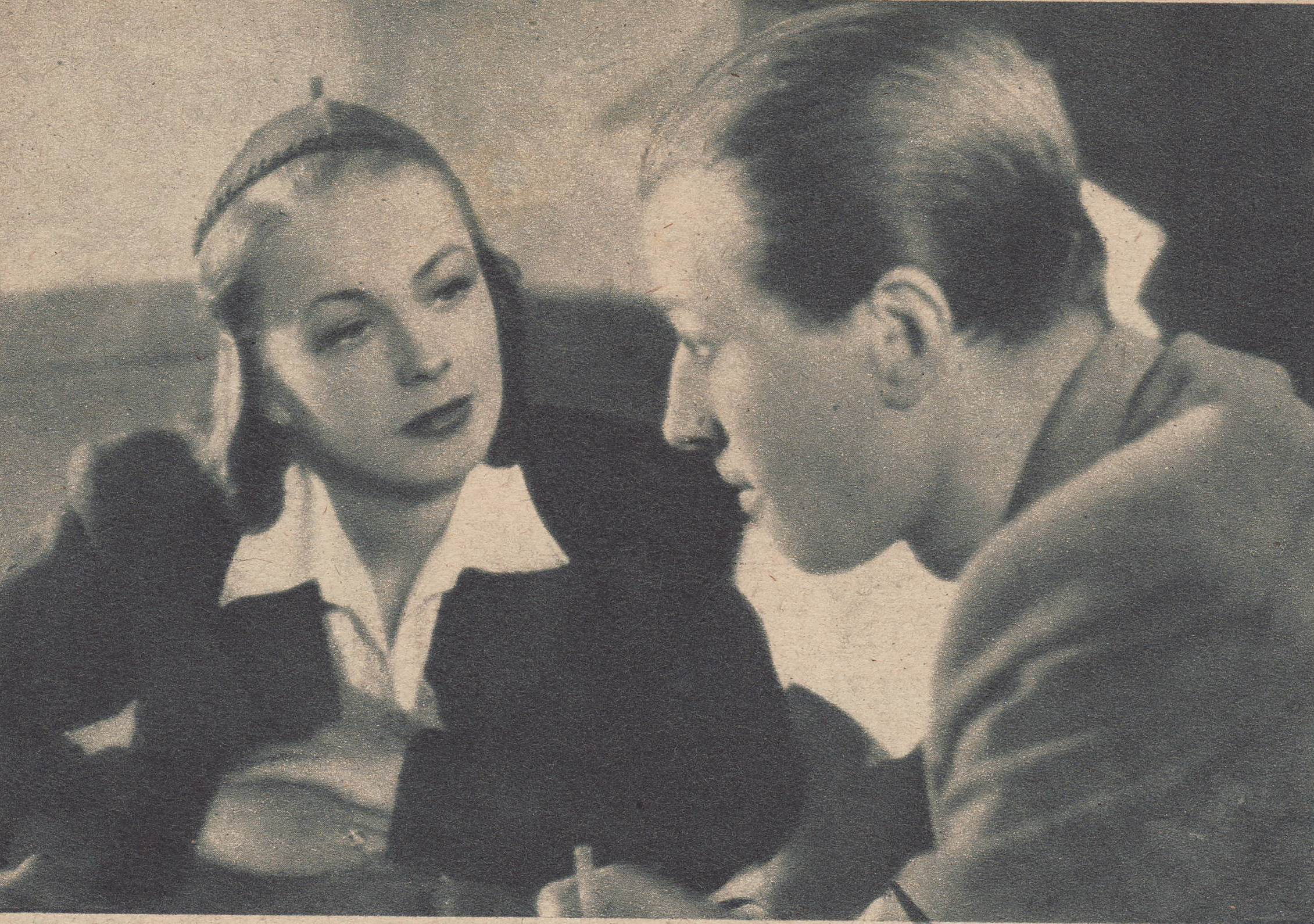
Danuta Szaflarska y Jan Świderski en Zakazane piosenki (1947)

- 1971: Pan Samochodzik i templariusze (TV series)
- 1977: Lalka (TV series)
- 1978: Umarli rzucają cień
- 1978: Wsteczny bieg
- 1980: The Green Bird
- 1982: Dolina Issy
- 1984: 5 dni z życia emeryta
- 1986: Pokój dziecinny
- 1989: Babisia
- 1990: Korczak
- 1991: Diabły, diabły
- 1991: Skarga
- 1993: Pajęczarki
- 1993: Pożegnanie z Marią
- 1994: Faustyna
- 1995: Świt na opak
- 1996: Spóźniona podróż
- 1997: Księga wielkich życzeń
- 1998: Nic
- 1998: Siedlisko (serie de televisión)
- 1999: Alchemik i dziewica
- 1999: Egzekutor
- 1999: Palce lizać (serie de televisión)
- 1999: The Junction
- 1999: Tydzień z życia mężczyzny
- 2000: Nieznana opowieść wigilijna
- 2000: Żółty szalik
- 2001: Listy miłosne
- 2001: The Spring to Come
- 2002: The Spring to Come (serie de televisión)
- 2003: Królowa chmur
- 2004: Czwarta władza
- 2007: Ranczo Wilkowyje
- 2007: Pora umierać
- 2008: Ile waży koń trojański?
- 2008: Before Twilight
- 2009: Ostatnia akcja
- 2009: Janosik. Prawdziwa historia
- 2010: Mała matura 1947
- 2012: Aftermath (Pokłosie)
- 2014: Między nami dobrze jest
- 2015: Anyám és más futóbolondok a családból (Húngaro)

### Doblaje polaco
- 1949: Spotkanie nad Łabą .... Janet Sherwood
- 1950: Rada bogów
- 1951: Śmiech w raju
- 1955: Czarna teczka .... Yvonne
- 1955: Pamiętnik majora Thompsona
- 1955: Lady and the Tramp
- 1956: Marynarzu, strzeż się
- 1962: Próba terroru
- 1962: Wspaniały Red
- 1962: Trzy plus dwa
- 1962: Julio, jesteś czarująca .... Julia
- 1963: Miecz i waga
- 1967: Kobiety nie bij nawet kwiatem
- 1968: Nie do obrony
- 1970: Zerwanie
- 1970: Trup w każdej szafie .... Sabrina
- 1971: Elizabeth R .... Kat Ashley
- 1991: Hook .... Wendy Darling
- 1994: Country Life .... Moud
- 2006: Karol: The Pope, The Man .... Madre Teresa
- 2007: Enchanted .... Narradora